# James R. Thompson Jr.
James Robert Thompson Jr. (6 mars 1936 – 7 novembre 2017), connu sous le nom de J.R. Thompson, était le cinquième directeur du centre de vol spatial Marshall de la NASA situé à Huntsville en Alabama. Il fut directeur du 29 septembre 1986 au 6 juillet 1989 et administrateur adjoint de la NASA du 6 juillet 1989 au 8 novembre 1991.

## Jeunesse et formation
Né en 1936 à Greenville, en Caroline du Sud, James R. Thompson est diplômé de la Druid Hills High School à Atlanta en 1954. Il obtient un Bachelor of Science en ingénierie aéronautique de l’Institut de technologie de la Géorgie (Georgia Tech) en 1958, puis un master en ingénierie mécanique de l’université de Floride en 1963. Il a également complété l’ensemble des cours requis à l’université de l'Alabama en vue d’un doctorat en mécanique des fluides.

## Carrière
M. Thompson a servi comme lieutenant dans l’U.S. Navy de 1958 à 1960, en poste à Green Cove Springs, en Floride, en tant qu'officier administratif au sein de la flotte de l’Atlantique.
Il entame sa carrière professionnelle en 1960 comme ingénieur en développement chez Pratt & Whitney Aircraft à West Palm Beach, en Floride.
Thompson passe ensuite 20 ans au Marshall Space Flight Center de la NASA, occupant divers postes, dont celui de directeur associé à l’ingénierie au sein de la direction Science et Ingénierie, ainsi que celui de responsable du projet de moteur principal de la navette spatiale, au sein du bureau des projets de la navette.
Il rejoint l’équipe de recherche et développement du centre Marshall en 1963 comme ingénieur des systèmes de propulsion liquide, chargé de la conception de composants et de l’analyse des performances du moteur J-2 utilisé sur les lanceurs Saturn. En 1966, il intègre la section Space Engine du laboratoire de propulsion et d’ingénierie des véhicules, où il devient chef de section en 1968. Il y supervise la conception et les essais des systèmes de propulsion auxiliaire pour les lanceurs Saturn et de petits systèmes expérimentaux pour missions interplanétaires.
En 1969, il est transféré au laboratoire d’astronautique de Marshall, où il dirige la branche d’intégration homme/systèmes jusqu’en 1974.
En septembre 1974, il est nommé responsable du bureau des projets de moteurs principaux, où il dirige le développement du moteur-fusée à propulsion liquide le plus avancé jamais conçu : le moteur principal de la navette spatiale. Il occupe ce poste depuis les premiers tests jusqu’aux premiers vols de la navette.
En février 1982, il devient directeur associé à l’ingénierie au sein de la direction Science et Ingénierie du centre Marshall, chargé de la supervision et du soutien technique de tous les projets en phase de développement matériel.
Il occupe ensuite, durant trois ans, le poste de directeur adjoint aux opérations techniques au Princeton Plasma Physics Laboratory de l’université de Princeton, dans le New Jersey.
De mars à juin 1986, il est vice-président du groupe de travail de la NASA chargé d’enquêter sur les causes de l’accident de la navette Challenger. Il dirige alors les opérations quotidiennes du groupe d’analyse des données et de la conception du vol 51-L, qui rassemble et analyse les informations techniques à l’appui de la Commission présidentielle sur l’accident de la navette spatiale Challenger.
Thompson est nommé directeur du Marshall Space Flight Center le 29 septembre 1986, puis administrateur adjoint de la NASA en 1989.
Après sa retraite de la NASA en novembre 1991, il rejoint la société Orbital Sciences Corporation (aujourd’hui Orbital ATK). Il y occupe successivement les postes de vice-président exécutif et directeur technique (1991–1993), vice-président exécutif et directeur général de la division des systèmes de lancement (1993–1999), président et directeur des opérations (1999–2011), puis vice-président du conseil d’administration de 2002 jusqu’à sa retraite en septembre 2013.

### Distinctions
Thompson reçoit en 1973 la médaille de la NASA pour service exceptionnel pour son travail sur Skylab, puis la médaille pour service distingué en 1981 pour le moteur principal de la navette spatiale et en 1988 pour son rôle dans le groupe d’analyse 51-L. Le président Ronald Reagan lui décerne à deux reprises le titre de cadre supérieur méritant du gouvernement fédéral, en 1982 et 1987. En 1989, il fait partie des cinq membres de l’équipe de la NASA chargée du retour en vol (STS-26) à recevoir le trophée commémoratif Robert H. Goddard.

### Décès et hommage via Cygnus
James R. Thompson meurt à la retraite le 7 novembre 2017, à Huntsville, en Alabama.
En 2018, Orbital ATK annonce que son vaisseau cargo Cygnus à destination de la Station spatiale internationale, dans le cadre de la mission OA-9, sera baptisé S.S. J.R. Thompson en son honneur. Le vaisseau est lancé avec succès le 21 mai 2018 depuis le Mid-Atlantic Regional Spaceport, en Virginie, par une fusée Antares 230, et s'amarre le 24 mai à la station via le bras robotique Canadarm2,.